# Hafnerbach
Hafnerbach är en ort och kommun  i Österrike. Den ligger i distriktet Sankt Pölten-Land i förbundslandet Niederösterreich, 70 kilometer väster om huvudstaden Wien.
Kommunen består av 21 orter (Ortschaften) (inom parentes invånarantal 1 januari 2024):

- Doppel (21)
- Eichberg (76)
- Hafnerbach (411)
- Hengstberg (13)
- Hohenegg (6)
- Korning (72)
- Obergraben (23)
- Oed (1)
- Pfaffing (67)
- Pielachhaag (3)
- Rannersdorf (6)
- Sasendorf (122)
- Stein (71)
- Thal (13)
- Untergraben (21)
- Weghof (13)
- Weinzierl (21)
- Wimpassing an der Pielach (517)
- Windschnur (149)
- Würmling (4)
- Zendorf (32)